# Ostrov nad Ohří (nádraží)
Ostrov nad Ohří je železniční stanice v jihovýchodní části města Ostrov v okrese Karlovy Vary v Karlovarském kraji v těsné blízkosti řeky Bystřice. Leží na dvoukolejné elektrizované trati Chomutov–Cheb (25 kV, 50 Hz AC). Před stanicí se nachází též městské autobusové nádraží.

## Historie
Staniční budova byla otevřena v rámci budování trati z Prahy přes Kladno a Rakovník do Chebu v rámci projektu propojení kladenské a severočeské důlní oblasti, financovaného a provozovaného soukromou společností Buštěhradská dráha (BEB). 9. listopadu 1871 byl s místním nádražím uveden do provozu celý nový úsek trasy z Března přes Prunéřov do Ostrova, o měsíc později byla zahájena doprava do Karlových Varů, odkud mohly vlaky pokračovat po již hotovém úseku až do Chebu. Vedle staniční budovy vyrostl též objekt nákladového nádraží.
Roku 1896 vybudovala společnost Místní dráha Ostrov – Jáchymov trať do Jáchymova, místní dráha měla v Ostrově vlastní výpravní budovu a kolejiště, na místní dráze zajišťovaly o zahájení provozu dopravu Císařsko-královské státní dráhy (kkStB), po roce 1918 Československé státní dráhy (ČSD).
Po zestátnění Buštěhradské dráhy v roce 1923 správu její trati přebraly Československé státní dráhy, místní dráha do Jáchymova byla zestátněna roku 1925. V letech 1938–1945 se stanice nacházela na území Německé říše a tratě provozovaly Německé říšské dráhy. Roku 1957 byl počáteční úsek jáchymovské trati změněn na vlečku, ta byla roku 2009 zrušena. Elektrický provoz na trati procházející stanicí byl zahájen 11. prosince 2005.

## Uspořádání
Nachází se zde dvě úrovňová oboustranná nástupiště, k příchodu k vlakům slouží přechody přes koleje.